# 新阿姆斯特丹 (苏里南)
新阿姆斯特丹是位于苏里南北部苏里南河畔的一座城市。2012年，整个城市人口为5,650人，其中大约有1,200人居住于市区，其中大部分人为爪哇裔和东印度裔。该市有露天博物馆Fort Nieuw-Amsterdam。